# Деул, Бой
Бой Дэррил Деул (нидерл. Boy Darryl Deul; 30 августа 1987, Амстердам, Нидерланды) — нидерландский футболист, полузащитник.

## Карьера
Родился 30 августа 1987 года в Амстердаме. На детском уровне играл за команду «Виллемстад» из столицы Нидерландских Антильских островов, впоследствии попал в академию «Волендама», за который и дебютировал в 2005 году во взрослом футболе. В течение первых двух сезонов молодой полузащитник редко выходил на поле, но в сезоне 2007/08 помог своей команде выиграть Эрстедивизи и выйти в элитный дивизион Нидерландов.
Следующий сезон Деул начал в другой команде Эредивизи — «Виллем II», куда перешёл 29 июня 2008 года, но за два сезона сыграл лишь в 11 матчах чемпионата, в том числе и из-за травм, поэтому в июле 2010 года с игроком не был продлён контракт и он покинул клуб на правах свободного агента.
29 июля 2010 года Бой подписал однолетний контракт с мюнхенской «Баварией» и стал выступать за вторую команду в Третьей лиге. По итогам сезона 2010/11 команда заняла последнее 20 место и вылетела в Регионаллигу, где Деул провёл следующий сезон, после чего покинул немецкий клуб.
27 июля 2012 года Деул вернулся на родину и подписал контракт на один сезон с командой Эрстедивизи — «Вендам», где сразу стал основным игроком, но в конце марта 2013 года команда обанкротилась и все игроки получили статус свободного агента.
В июле 2013 года Бой стал игроком бельгийского «Антверпена», куда его пригласил новый тренер бельгийского клуба, соотечественник Джимми Флойд Хассельбайнк, но не сыграв ни одного матча, вскоре Деул покинул антверпенской клуб и снова длительное время оставался без клуба.
19 июля 2014 года полузащитник вернулся в профессиональный футбол, подписав контракт с клубом «Эммен», который также играл в Эрстедивизи, где провёл следующие два сезона, после чего покинул клуб на правах свободного агента.
В июне 2016 года прибыл на просмотр в каменскую «Сталь», которую тренировал его соотечественник Эрик ван дер Мер. В начале июля того же года подписал контракт со «сталеварами» сроком на два года.

## В сборной
С 2009 года несколько раз вызывался в сборную Нидерландских Антильских островов, а с 2010 года в созданную вместо неё сборную Кюрасао, но ни за одну из них так и не дебютировал.